# William Jephson (MP)
William Jephson (c. 1647 - 7 de junho de 1691) foi um político inglês.

## Biografia
Filho de William Jephson de Froyle, foi eleito pela primeira vez para o Parlamento por East Grinstead na eleição geral de outubro de 1679, ocupando a cadeira até 1681. Ele, sem sucesso, concorreu por Malmesbury em 1685. Ele serviu como secretário particular de Guilherme de Orange de novembro de 1688 a julho de 1689 e foi voltou ao Parlamento por Chipping Wycombe em 1689 e 1690. De abril de 1689 até à sua morte, foi secretário do Tesouro.